# Marfa (Málta)
Marfa egy üdülőtelep Málta nagy szigetének északi partján, Mellieħa helyi tanácsának területén. Állandó lakosa alig van, többnyire hétvégi házakból és művelt földekből áll.

## Elhelyezkedése
Malta szigetének északi félszigetén a Fliegu ta' Malta (Comino-) csatorna kis félszigetén terül el a Ramla il-Qortin öböl partján, a róla elnevezett Marfa-gerinc lábánál. Sziklás tengerpartja miatt a fürdőzők inkább a szomszédos Armier Bayt választják, egyedül a Ramla Bay végében van egy kis homokos partja, ám ez az ottani szállodák tulajdona.

## Története
Összes történelmi emléke néhány lovagkori bástya és üteg, ám ezek a környező területek hasonló építményeivel együtt nagyszerűen jelzik a johanniták védelmi stratégiáját. Egészen a 20. századig ez volt a Gozo felé induló komphajók kikötője, ahová a 19. századig tűzgyújtással hívták át a hajósokat a szemközti Mġarrból.

## Nevezetességei
- Középkori bástyák és ütegek, általában nem látogathatók
- A környék alkalmas hosszabb gyalogos és kerékpártúrákra, az öblök kiváló horgászhelyek

## Közlekedése
Ramla Bay túloldalán, 10-15 perc sétára van a buszmegálló, ahol a ċirkewwai járatokra lehet felszállni:
- 41 (Valletta felé)
- 101 (Ġnejna/Mġarr felé)
- 221 (Buġibba felé)
- 222 (Sliema felé)

Autóval csak gyengébb minőségű vidéki utakon megközelíthető, a gerincen végigfutóútról. Ramla Bayből indulnak a csónakok Comino szigetére.